# OR-201 (каска)

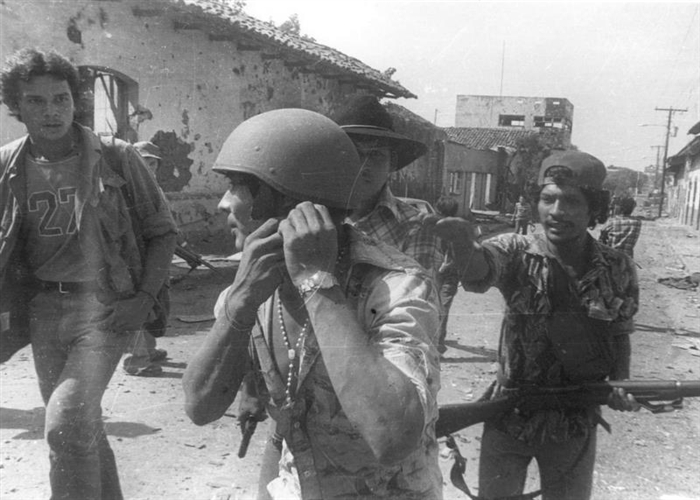
Повстанец-сандинист одевает трофейный шлем OR-201

OR-201, также обозначаемый как Kasda OR-201 Model 76 или сокращенно M-76 — израильская общевойсковая каска. Разработанный в 1970-х годах, ОР-201 был одним из первых в мире баллистических шлемов. Впоследствии он экспортировался в больших масштабах и использовался многими вооруженными силами по всему миру.

## История и создание
Шлем OR-201 был разработан в начале 1970-х годов израильской частной фирмой Orlite Engineering Company (ныне Orlite Industries Ltd) из Нес-Циона недалеко от Тель-Авива и является прямым результатом опыта, приобретенного с шлемами разных типов — британские каски Броди Mark II / Mark III, модифицированный шлем RAC Mk II с подбородочным ремнём как у прыжковых шлемов (использовался десантниками и аналогичен шлемам десантников HSAT Mk II / Mk III), американский шлем M1, и французский шлем Modèle 1951 — ранее носили израильские пехотинцы и парашютисты с конца 1940-х до середины 1970-х и начала 1980-х годов.

### Модель 76
Прототип, представленный в 1976 году компанией Orlite, состоял из цельной круглой оболочки из стеклопластика (GRP) толщиной 8 мм, сделанной из стекловолокна, помещенного в этилцеллюлозную смолу под высоким давлением. Он имел черную резиновую окантовку толщиной 10 мм и семь металлических заклепок — одну спереди, четыре по бокам и две сзади — для крепления подшлемника типа «люлька». Как следует из названия, он состоит из трех перекрещивающихся ремешков из синтетической ткани цвета хаки зеленого цвета шириной 25 мм, прикрепленных к светло-коричневому оголовью (или повязке), которая находится внутри подушки из четырех внутренних черных подушечек из неопрена высокой плотности — двух боковых, одной передней и одной задней — помогают закрепить шлем на голове пользователя, обеспечивая при этом ударо — амортизирующие свойства. Подвеска подшлемника регулируется от среднего до большого с помощью металлической пряжки сзади.
Система подбородочных ремней, скопированная с подвески для шлема десантника HSAT Mk II, крепится непосредственно к корпусу шлема в трех точках с помощью прямоугольных металлических колец; изготовленная из 20-миллиметровой синтетической парусины цвета хаки, привязь оснащена двумя металлическими фрикционными пряжками на подбородочных ремнях и усилена встроенной подбородочной чашкой из коричневой кожи.
При весе 1,65 кг ОР-201 легкий, удобный и прочный, способный остановить пулю калибра 9-мм с близкого расстояния. Серийные шлемы, в том числе сделанные для экспортного рынка, обычно имели окраску серо-хаки, коричнево-хаки или зелено-хаки.

### Модель 76-85
Этот шлем, также обозначаемый как M76/85, OR 202-76 или OR-402, был представлен в 1985 году как улучшенный вариант более ранней модели М76, который состоит из цельного баллистического нейлона или армированного стекловолокна и пластикового кевлара композитная конструкция весом 1,65 кг. В отличие от своего предшественника, модель 76-85 имела внутреннюю облицовку из стекловолокна светло-коричневого цвета, а внутри был размещен амортизирующий неопреновый диск диаметром 60 мм. Шлем оснащен новой версией подшлемника типа «люлька», которая теперь состоит из трех перекрещивающихся лямок из черной синтетической ткани шириной 25 мм, прикрепленных к светло-коричневому поясу, и имеет новую 20-миллиметровую систему регулируемых лямок из оливково-зеленого нейлона с чёрной быстросъемной пластиковой пряжкой с треугольной вставкой из светло-коричневой кожи для защиты лица владельца. Вокруг подбородочных ремней пришит набор усиливающих полос светло-коричневой кожи, поскольку, в отличие от своего предшественника, привязь М76-85 не усилена встроенной кожаной подбородочной чашечкой.

### OR-404
Модернизированная версия OR-201, разработанная и произведенная компанией Hagor Industries Ltd в Кирьят-Арье, Петах-Тиква, к востоку от Тель-Авива, была представлена в середине 1990-х годов и продавалась как баллистический военный шлем Hagor IDF (IIIA). В отличие от своих составных предшественников М76 и М76-85, корпус OR-404 полностью изготовлен из полиэтиленового пластика кевлара, способного выдерживать как попадание осколков, так и огонь из стрелкового оружия, включая попадания из автоматов и имел вес 1,10 кг. Он оснащен черным амортизирующим подшлемником типа «люлька», прикрепленным к корпусу семью заклепками, и оснащен усовершенствованной системой регулируемых ремней из черного нейлона с черной быстросъемной пластиковой пряжкой и набором усиливающих полос из черной кожи, пришитых вокруг соединений и подбородочные ремни в привязи. Серийные шлемы обычно имели текстурированную отделку цвета песочно-хаки.

### RBH 100-series
Помимо Orlite и Hagor, еще одной израильской частной фирмой, производящей собственные варианты OR-201, является Rabintex Industries Ltd из Герцлии под Тель-Авивом, которая отвечает за модернизированные шлемы «100-й серии» — RBH 101, RBH 102 и RBH 103. Они почти идентичны оригинальным шлемам М76 и М76-85, отличаясь только некоторыми незначительными деталями, такими как система ремней, в которой отсутствует встроенная кожаная чашечка для подбородка, и наличие дополнительного набора синтетического холста или нейлона, полоски, пришитые вокруг соединений и подбородочных лямок. Материалы, используемые в их конструкции, также различаются в зависимости от модели: легкий RBH 101 изготовлен из баллистического нейлона и весит 750 г, RBH 102 изготовлен из армированного стекловолокна (GRP) и весит 1,46 кг, а более тяжелый RBH 103 полностью изготовлен из кевлара весом 1,50 кг. Все эти модели «100-й серии» устойчивы к ударам и сотрясениям, а также обеспечивают защиту от осколков. Серийные шлемы обычно имели текстурированную охровую отделку, хотя шлемы RBH 103, экспортируемые в Чили, были окрашены в оливковый цвет.

## Боевое применение

### Израиль
Боевой шлем OR-201 дебютировал во время знаменитого рейда на Энтеббе в июле 1976 году и был введен как общевойсковой шлем в следующем году, хотя его массовое использование израильскими войсками началось только во время конфликта в Южном Ливане 1978 года и последующего израильского вторжения в Ливан в июне 1982 года.

### Ближний Восток
Во время гражданской войны в Ливане произраильские ополченцы в Ливане, христианские Ливанские силы (LF) и Армия Южного Ливана (SLA) также получали каски OR-201 М76 в значительных количествах для оснащения своих войск в конце 1970-х годов, а захваченные образцы попадали в руки ополченцев из других ливанских группировок на протяжении 1980-х и 1990-х годов. На фотографиях, сделанных в то время, действительно видно, что израильский боевой шлем использовался бойцами христианской бригады Марада, шиитского движения «Амаль» и «Хизбаллы», друзской Народно-освободительной армии, Сирийской социал-националистической партии (ССНП), и даже ливанской армии. Последняя унаследовала большой запас шлемов OR-201, оставленных ополченцами LF и SLA после 1990 и 2000 годов, которые впоследствии были переданы ливанскому полку коммандос, контрдиверсионному полку, ливанскому воздушно-десантному полку и бригаде республиканской гвардии.

### Азия
Армия Шри-Ланки приняла на вооружение в 1980—1990-х годах шлем OR-201 для своей пехоты, коммандос и подразделений специального назначения, сражавшихся с повстанческим движением Тигры освобождения Тамил-Илама (ТОТИ) во время гражданской войны в Шри-Ланке (1983—2009). Индия закупила ограниченное количество шлемов OR-201 для подразделений индийского спецназа.

### Африка
Южно-Африканские силы обороны приняли в 1983 году боевой шлем OR-201 Model 76 под собственным обозначением SA M83, который использовался в боевых действиях десантниками и разведывательными коммандос во время Пограничной войны. Помимо ЮАР, ограниченное количество шлемов OR-201 также было поставлено военным Египта и Ганы.

### Латинская Америка
Шлем OR-201 начал продаваться иностранным получателям израильской военной помощи в конце 1970-х — начале 1980-х годов, а первой латиноамериканской страной, получившей его, была Никарагуа в 1977-78 годах. С принятием на вооружение стрелкового оружия и снаряжения израильского производства в 1976 году режим Сомосы заказал значительное количество OR-201 Model 76 для оснащения элитных и пехотных подразделений своей Национальной гвардии Никарагуа. Позже, во время Никарагуанской революции 1978-79 годов, захваченные каски OR-201 также носили партизаны Сандинистского фронта национального освобождения (СФНО).
Гватемала также получила OR-201 Model 76 для парашютной бригады и Kaibiles гватемальской армии, в то время как Эквадор принял его для своих войск морской пехоты, а Перу приобрело шлемы Rabintex RBH-103 для оснащения своих подразделений армии и морской пехоты. Из-за эмбарго на поставки оружия, введенного Соединенными Штатами в 1970-х и 1980-х годах в отношении ряда латиноамериканских стран из-за репрессивного характера их военных режимов, Израиль воспользовался этим и с середины 1970-х годов осуществил поставку шлемов OR-201 Model 76 и Model 76-85 в Мексику, Сальвадор, Гондурас, Колумбию, Венесуэлу, Эквадор, Чили, Парагвай и Уругвай.

### Европа
Ирландская армия в начале 1980-х годов приняла на вооружение OR-201 Model 76-85 из баллистического нейлона и выдала его пехотным подразделениям внутри страны, развернутым для операций по борьбе с повстанцами в приграничных районах с Северной Ирландией во время Смуты, или тем, кто служил за границей с ирландским контингентом Временных сил Организации Объединенных Наций в Ливане (ВСООНЛ) в миротворческой миссии на юге Ливана. Иногда они использовались либо с оливково-зелеными, либо с камуфляжными чехлами для шлемов. С принятием камуфляжной формы современной ирландской армии в начале 2000-х М76-85 начали выводиться из эксплуатации, а в 2012 году данные каски были окончательно изъяты и заменены другой каской израильской разработки, боевым шлемом Rabintex RBH 303IE из кевларового пластика.
Корпус морской пехоты Португалии принял на вооружение шлемы Rabintex RBH 103 в начале 1990-х годов, которые используются до сих пор.
Румынские сухопутные войска также приняли боевой шлем OR-201 примерно в середине 1990-х годов, заменив старые стальные шлемы, оставшиеся со времён Второй мировой войны и периода Холодной войны.

## Пользователи
- Чили: Шлемы Rabintex RBH-103 применялись чилийской армией, наравне с шлемами Rabintex RBH-303 Golfo.[9][8][29]
- Колумбия
- Эквадор

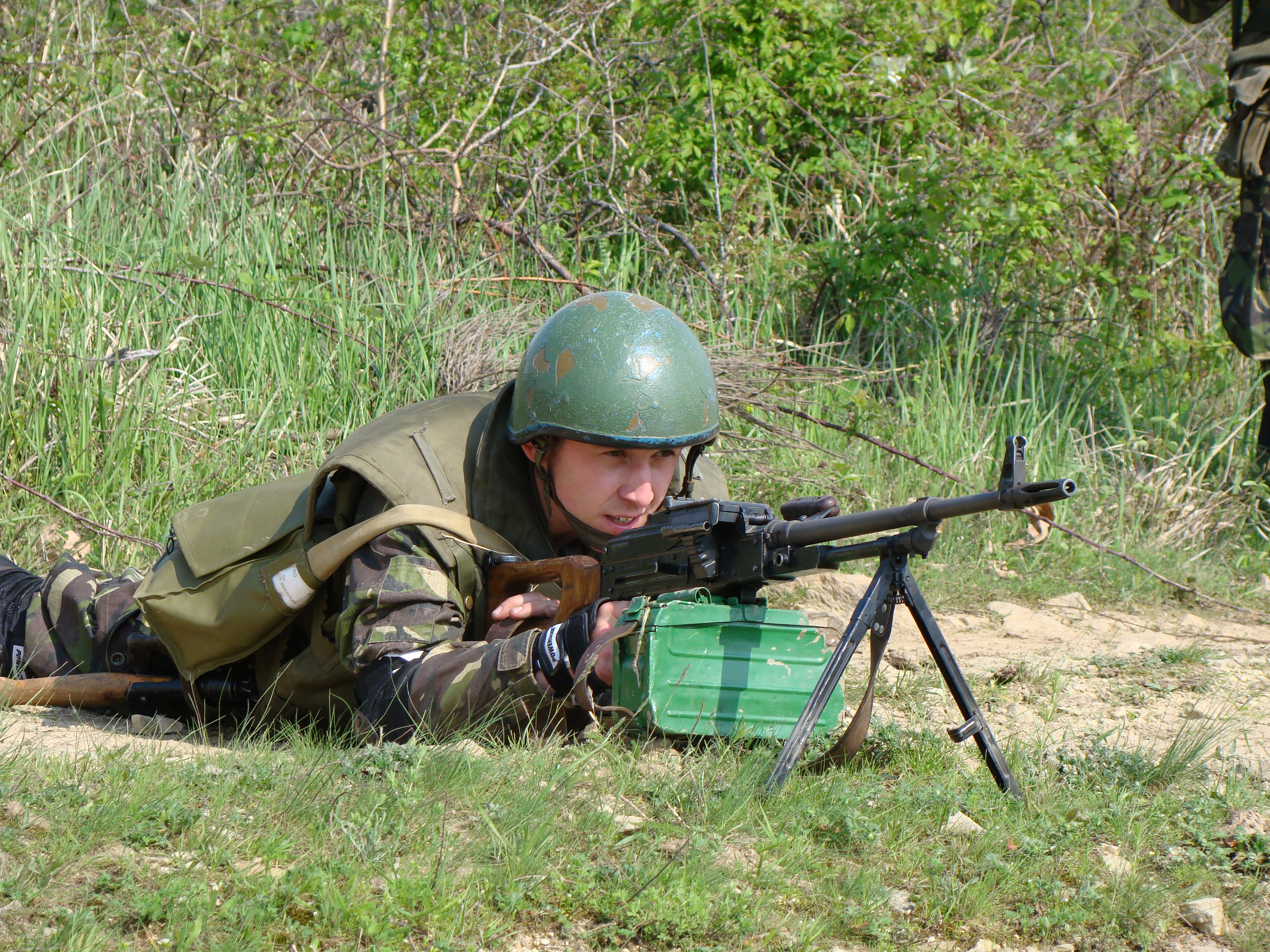
Румынский солдат в шлеме OR-201

- Сальвадор: Сальвадорской армией применялись шлемы типа Orlite OR-201 Model 76 [26]
- Египет[8]
- Гана [8]
- Гватемала: Шлемы Orlite OR-201 Model 76 и Model 76-85 применялись Армией Гватемалы (Парашютной бригадой, Kaibiles).[34][24]
- Гондурас: шлемы Orlite OR-201 Model 76 и Model 76-85 Армия Гондураса (парашютисты, спецназ).[35][8][28]
- Индия:Выдавался бойцам индийского спецназа.[18][5]
- Израиль: Все варианты применялись ЦАХАЛ и силами правопорядка.[6]
- Ливан: шлемы применялись и применяются как силовыми структурами ЛиванаЮ, так и различными вооружёнными формированиями.
- Мексика[8]
- Палестина: Используется палестинскими силами национальной безопасности.
- Перу:[25]
- Португалия: Шлемы Rabintex RBH-103 используются португальской морской пехотой.[8]
- ЮАР: Применялся под обозначением М83 десантниками и коммандос[19][8][20]
- Шри-Ланка
- Венесуэла
- Румыния
- Уругвай

### Гражданские пользователи
- : Командование тыла Израиля
- Ливанский красный крест